# Gerlebogk
Gerlebogk is een plaats en voormalige gemeente in de Duitse deelstaat Saksen-Anhalt, en maakt deel uit van de Landkreis Salzlandkreis.
Gerlebogk telt 339 inwoners.